# Dryobates cathpharius
Dryobates cathpharius е вид птица от семейство Кълвачови (Picidae).

## Разпространение
Видът е разпространен в Бангладеш, Бутан, Китай, Индия, Лаос, Мианмар, Непал, Тайланд и Виетнам.